# Дэйли, Росс
Росс Дэйли (англ. Ross Daly) — музыкант ирландского происхождения, проживающий и работающий на острове Крит, Греция последние 35 лет, виртуоз критской лиры.

## Биография

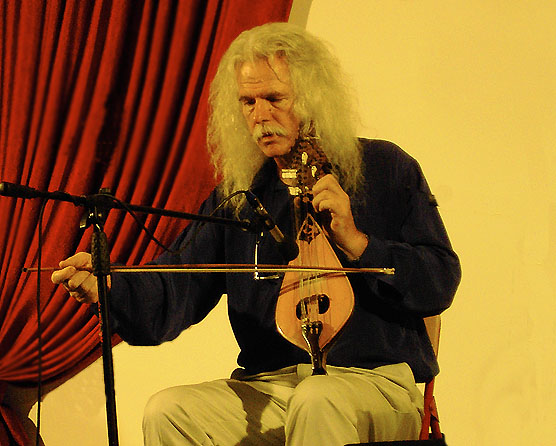
Росс играет на лире

Родился 29 сентября 1952 года в King’s Lynn, (графство Норфолк). Музыкой занимается с детских лет, вначале классическая музыка (фортепиано, виолончель гитара). Затем он увлёкся традиционными музыкальными инструментами, в основном Востока. Дэйли много путешествовал по миру, в основном посещал такие страны, как Ближний Восток, Центральная Азия и Индийский субконтинент. Изучая различные формы местных музыкальных традиций, в 1982 году он создал институт именуемый Музыкальная мастерская Лабиринт (Labyrinth Musical Workshop), с целью сбора, сохранения и пропагандирования музыкальных инструментов со всего мира, в селе Худеци, в 20 км южнее города Ираклион, где выставлены более чем 250 инструментов собранных Дэйли во время его путешествий и куда прибывают сотни студентов со всего света каждый год. В 1990 году Дэйли создал новый тип критской лиры, которая включила в себя элементы критской лираки, византийской лиры и индийского саранги (sarangi). Результатом стала лира с тремя основными струнами длиной 29 см (такой же как у стандартной критской лиры), и 18 симпатическими (вспомогательными резонансными) струнами в стиле индийского jawari (число симпатических струн позже было увеличено до 22).
Дэйли выпустил более 35 альбомов собственных композиций, а также собственных аранжировок традиционных мелодий, собранных им во время своих путешествий.
Летом 2004 года он был художественным директором культурной программы в Ираклионе, во время Олимпийских игр 2004 года, когда город был также Олимпийским. Программа именовалась Крит — музыкальный перекрёсток. Он организовал 15 концертов с участием 300 музыкантов со всего мира включая: Саваль, Жорди, Eduardo Niebla, Хуун-Хуур-Ту, Алиев, Габиль, Dhoad Gypsies of Rajasthan, Mohammad Rahim Khushnawaz, Chemirani Ensemble, Adel Selameh.

## Дискография
- Белый дракон — White dragon, (2008) Seistron Music)
- Свободный пункт — Ελεύθερο Σημείο — Elefthero Simio (Sistron -(1998) Oriente)
- Дуновение — Pnoe (Sistron-(1993) RCA BMG)
- Нагма — Naghma, (2005) Arion)
- Нить — Mıtos — (1995- Network Medien Gmbh)
- Избранные работы — Selected Works (Oriente)
- Перекрестное течение — Cross Current, (2005) Oriente)
- За линией горизонта — Πέρα από τον ορίζοντα -Beyond The Horizon (Sistron)
- Эхо времени -Ηχώ του χρόνου-Echo Of Time Sistron
- В кофейне Аман — Στο καφέ Αμάν At The Cafe Aman (1998 Network Medien Gmbh)
- An-Ki — (1996 Oriente)
- Гулистан -Gulistan- L’empreinte Digitale (2002) Nocturne)
- Ирис — Iris — (Protasis)
- Kin Kin (Sistron)
- С бегом времени -Με τη φεύγα του καιρού (S.Toutoudaki — Ross Daly / Me Ti Fevga Tou Kerou, Sistron)
- Микрокосмос музыки Крита — Mıcrokosmos (2004) Nocturne)
- Music of Crete, (2004) Fm Records)
- Συναύγεια -Synavgia (Libra Music)
- Live At Theatre De La Vılle / Avec Le Trio Chemıranı (2004) Naive)
- Тень моря — Η σκιά της θάλασσας -I skia tis thalassas — (A. Persidis,Polygram ;LPs)
- Эхо времени — Ηχώ του χρόνου (2 cd) (με τον ΜΣταυρακάκη)- Echo of time (2003) Double CD Seistron Music)
- Всплывание — Anadysi
- Ross Daly
- Крит-Crete
- Танцы — Hori
- Мои друзья — I Diki Mou Fili (SPetrakis) Resistencia)
- Южный звук — Notios Ichos (APersidis) 1994 Polygram)
- Анамкара- Anamkhara (Kelly Thoma) (2009) Seistron Music)
- Oneirou Topoi, (1982) Aérakis Music)
- Музыка Крита — Μουσική της Κρήτης

## Концерты и фестивали
Дэйли выступил во многих концертных залах и фестивалях:
- Тайвань — Migration Festival, Taipei, Taiwan (2006)
- Международный фестиваль лютни Марокко — International Lute Festival, Tetouan, Morocco (2006)
- Мадридский летний фестиваль — Madrid Summer Festival, Sabatini Gardens, Spain (2006)
- Международный фестиваль Варшава — International Festival, Warsaw, Poland (2006)
- Барселона — Manresa Festival, Barcelona, Spain (2006)
- Athens Concert Hall (1993, 2006)
- National Concert Hall, Dublin, Ireland (2005)
- Konzerthaus Mozart Saal, Vienna, Austria (2005)
- Thessaloniki Concert Hall (2002)
- San Francisco World Music Festival, U.S.A (2005)
- State Theatre Company, Adelaide, Australia (2005)
- Théâtre de la Ville, Paris, France (1992-93, 2002, 2003, 2005, 2008)
- Festival de Saint Chartier, France (2003)
- Municipal concert hall, Kayseri, Turkey (2006)
- Кипр- Skala Aglantza Nicosia, Cyprus (2005)
- Urkult Festival, Sweden (2003)
- Passionskirche, Berlin (1994,95,96)
- Rudolstadt Festival, Germany (2002)
- Aarhus, Denmark (1997)
- Huset theatre, Ahlborg, Denmark (1995-97)
- Copanhagen, Denmark (1995-97, 2003)
- Les Nuits Atypiques Festival, Langon, France (1995)
- Nikos Kazantzakis Theater, Herakleion, Crete (1996, 1999, 2001, 2008)
- Sodern Theatre Stockholm, Sweden (2004)
- Archaeological Museum, Madrid, Spain (1998-99, 2001)
- Фестиваль в Мурсии, Испания (1999)
- Isle of Wight Festival (2000)
- Oslo Cathedral (2004)
- Cemal Reşit Rey Concert Hall, Istanbul, Τurkey (1997, 2005, 2006)
- World Music Festival, Skopje (1999, 2003)
- Lycabbetus theatre, Athens (1987,91,93,98)
- Queen Elizabeth Hall, London, U.K (1998-2000-2)
- Purcell Room, London (2007), Clarinet Festival, Bretagne (2008)
- Jerusalem Oud Festival (2008)
- WDR, Munich, Germany (1999)
- WDR Wuppertal, Germany (1992)
- Protestant Church, Brussels, Belgium (2001)
- Luxemburg Concert Hall (1992, 1994)
- San Sebastien Festival, Spain (2008)
- Nuremberg, Germany (1992, 2006)
- Cairo Opera House (2006)
- Emirates Palace Theater (2006, 2007)
- Frankfurt, Germany (1992)
- Epidaurus Theatre, Greece
- Herodion Theatre Athens, Greece (1992, 1998)
- Bourges, France (2008)
- Al Dhafra Concert Hall, Abu Dhabi (2008)
- Rainforest World Music Festival, Sarawak, Malaysia (2008)